# Physalis lignescens
Physalis lignescens ist eine Pflanzenart aus der Gattung der Blasenkirschen (Physalis) in der Familie der Nachtschattengewächse (Solanaceae), die ausschließlich in Mexiko anzutreffen ist.

## Beschreibung
Physalis lignescens ist ein mit abstehenden bis anliegenden Trichomen behaarter Strauch. Die Laubblätter sind eiförmig bis dreieckig-eiförmig, der Rand ist ganzrandig bis schwach gewellt. Die Blätter sind 3,5 bis 6 cm lang und 2,5 bis 4 cm breit, sie stehen an 1 bis 2 cm langen Blattstielen.
Die Blüten stehen an 8 bis 15 mm langen Blütenstielen. Der Kelch ist zur Blütezeit 4 bis 6 mm lang und misst an der Basis der Kelchzipfel 3,5 bis 6 cm im Durchmesser. Die Kelchzipfel sind lanzettlich bis eiförmig-lanzettlich und 2,5 bis 3 mm lang. Die Krone ist gelb und gefleckt, 13 bis 16 mm lang und 20 bis 22 mm breit. Die Staubbeutel sind violett und 2 bis 2,5 breit. Die Staubfäden sind 4 bis 6 mm lang.
Zur Erstbeschreibung war nur eine unreife Frucht bekannt, diese war von einem 28 mm langen und 15 mm breiten Kelch umgeben, die Beere hatte einen Durchmesser von 8 bis 9 mm.

## Vorkommen
Die Art ist im Süden Mexikos, in den Bundesstaaten Jalisco und Colima verbreitet und wächst dort überwiegend in subtropischen Bereichen.

## Systematik
Innerhalb der Gattung der Blasenkirschen (Physalis) wird die Art in die Sektion Coztomatae der Untergattung Rydbergis eingeordnet.